# Lycaena paucipuncta
Lycaena paucipuncta är en fjärilsart som beskrevs av Courv. 1912. Lycaena paucipuncta ingår i släktet Lycaena och familjen juvelvingar. Inga underarter finns listade i Catalogue of Life.